# Manitas (estación)
La estación Manitas, hace parte del sistema de transporte de cable aéreo de Bogotá llamado TransMiCable que se inauguró en el año 2018.

## Ubicación
La estación está ubicada en el sector sur de la ciudad, más específicamente sobre la Carrera 18I con Calle 70G Sur. Se accede a ella directamente desde el espacio público a su alrededor.
Atiende la demanda de los barrios Manitas, Juan Pablo II, Villa Gloria, Sumapaz y San Rafael.
En las cercanías está el colegio Fanny Mikey, la iglesia Jubileo de la Misericordia y el parque público San Rafael.

## Origen del nombre
La estación recibe su nombre del barrio en el cual se encuentra ubicada.

## Historia
El 12 de septiembre de 2016 se inició oficialmente la construcción de la línea de TransMiCable en la localidad de Ciudad Bolívar de la cual hace parte la estación Manitas. Luego de realizar varias pruebas, la estación entró en funcionamiento el 27 de diciembre de 2018 de forma gratuita para algunos habitantes del sector, dos días después inició su funcionamiento comercial.

## Servicios de la estación
| Tipo                    | Línea | Longitud | Terminales                  | Número de estaciones | Tipo de estación       | Flota       |
| ----------------------- | ----- | -------- | --------------------------- | -------------------- | ---------------------- | ----------- |
| Cable aéreo Todo el día | T     | 3,34 km  | Tunal - Mirador del Paraíso | 4                    | 2 a nivel y 2 elevadas | 163 cabinas |

### Servicios urbanos
Así mismo funcionan las siguientes rutas urbanas del SITP en los costados externos a la estación, circulando por la carrera 18L, con posibilidad de trasbordo usando la tarjeta TuLlave:
| Código | Sector                     | Dirección           | Rutas    |
| ------ | -------------------------- | ------------------- | -------- |
| 154A11 | H Las Manitas              | KR 18L - CL 70G Sur | K627 624 |
| 153A11 | H Villa Gloria Las Manitas | KR 18L - CL 70G Sur | H627 624 |

## Ubicación geográfica
| Noroeste: Ciudad Bolívar     | Norte: Ciudad Bolívar | Nordeste: T Juan Pablo II |
| Oeste: T Mirador del Paraíso |                       | Este: Ciudad Bolívar      |
| Suroeste: Ciudad Bolívar     | Sur: Ciudad Bolívar   | Sureste: Ciudad Bolívar   |